# 宇宙海盗
宇宙海盜（英語：Space pirate）或稱太空海盜，是存在於科幻小說、ACG和特攝片中的犯罪組織，通常是由地球人及外星人駕駛武裝太空船或是宇宙戰艦，在太空中對其他太空船作出掠奪行為。

## 有出現過宇宙海盜的作品

### 科幻小說
- 阿莉萨科幻小说系列
- 銀河戰士
- 泰坦尼亞

### 特攝片
- 宇宙怪獸卡美拉
- 賽羅·奧特曼 THE MOVIE 超決戰！貝利亞銀河帝國
- 星獸戰隊
- 海賊戰隊豪快者

### ACG
- 松本零士的眾多作品（宇宙海贼哈洛克船长）
- 機動戰士0083星塵回憶
- 機動戰士海盜鋼彈
- 機動武鬥傳G GUNDAM
- 勇者凱撒
- 黃金勇者
- 百變金剛Second
- 銀河冒險戰記
- 銀魂
- 圓盤皇女
- 機動戰士GUNDAM AGE
- 宇宙海贼萨拉
- 機械女神傳說
- 暴力宇宙海賊

## 相關連結
- 海盜
- 空賊